# السنة الدولية لإحياء ذكرى مكافحة الرق وإلغائه
أعلنت الجمعية العامة للأمم المتحدة عام 2004 سنة دولية لإحياء ذكرى النضال ضد العبودية وإلغائها (بعد أن رحبت بإعلان منظمة اليونسكو في وقت سابق). 
صوتت كلاً من إسرائيل وبالاو والولايات المتحدة ضد قرار الجمعية العامة برمته (الذي كان هذا الإعلان عبارة عن فقرة واحدة) مع امتناع أستراليا وكندا عن التصويت.
تم تخصيص السنوات الدولية للأمم المتحدة، بدءاً بعام اللاجئين العالمي في 1959/1960، من أجل تركيز انتباه العالم على القضايا المهمة. كان إعلان سنة دولية لإحياء ذكرى النضال ضد العبودية وإلغائها بمثابة الذكرى المئوية الثانية لإعلان أول دولة سوداء، هايتي، فضلاً عن إعادة توحيد شعوب أفريقيا والأمريكتين ومنطقة البحر الكاريبي وأوروبا.
ومن بين المبادرات التي تميزت بالعام التذكاري كان المعرض الافتراضي، "لئلا ننسى: الانتصار على العبودية"، الذي أنشأه مركز شومبورج لأبحاث الثقافة السوداء ومكتبة نيويورك العامة.
ومن الجهود الأخرى التي تم إطلاقها خلال العام برنامج البحث والمعلومات بعنوان "العبيد المنسيون". تم تنفيذ البرنامج من قبل المجموعة الفرنسية للآثار البحرية (GRAN) بدعم من اليونسكو. كانت الفكرة مستوحاة من حطام سفينة العبيد لوتيل قبالة شواطئ جزيرة تروملين في المحيط الهندي عام 1761، وكان الهدف منها أن تكون جزءًا من حملة إعلامية لزيادة الوعي بتاريخ العبودية وأشكال العبودية الحديثة.

## روابط خارجية
- السنة الدولية لإحياء ذكرى الكفاح ضد الرق وإلغائه: الصفحة الرئيسية لليونسكو
- الصفحة الرئيسية للعبيد المنسيين (باللغة الفرنسية)